# Jules Mauritzon
Jules Göte Ultimus Mauritzon, född 19 juli 1868 i Balkåkra socken, död 13 februari 1930 i Rock Island, var en svenskamerikansk lingvist.
Jules Mauritzon var son till kontraktsprosten Wilhelm Mauritzon. Han avlade mogenhetsexamen i Helsingborg 1886 och bedrev därefter studier vid Lunds universitet 1886–1889. 1894 företog han en studieresa till Tyskland. Därefter reste han till USA och skrev in vid Augustana College, där han prästvigdes 1899. Efter tjänstgöring som pastor i Kiron, Iowa 1899–1901 blev han 1901 extraordinarie professor i svenska språket och litteraturen vid Augustana College. 1902 återvände han till Sverige och studerade först vid Uppsala universitet, från 1903 vid Lunds och vid Köpenhamns universitet samt 1904 vid Kristiania universitet. Från 1904 var han professor vid Augustana College, och blev 1921 dess dekanus. Mauritzon stod i spetsen för den kommitté, som 1910 tog initiativet till bildandet av Föreningen för svenskhetens bevarande i Amerika. Han var dess förste ordförande och skötte denna post under två år. Han var dessutom ordförande i Society for the Advancement of Scandinavian Study 1913–1915 och 1923–1925. Mauritzon utgav en mängd skrifter om svenska språket och litteraturen, bland annat tillsammans med Ernst Olson Svensk diktning (1917–1918).